# Побережников, Игорь Васильевич
И́горь Васи́льевич Побере́жников (род. 8 октября 1960, с. Шерагул Тулунского района Иркутской области) — российский историк, специалист в области истории России, исторической регионалистики, теории модернизации. Доктор исторических наук (2011), член-корреспондент РАН по Отделению историко-филологических наук со 2 июня 2022 года.

## Биография
В 1982 году окончил гуманитарный факультет Новосибирского государственного университета им. Ленинского комсомола.
В 1988 году защитил кандидатскую диссертацию «Массовые выступления крестьян Западной Сибири в XVIII в.», в 2011 году — докторскую диссертацию «Пространственно-временная модель в исторических реконструкциях модернизации».
Ассистент (1984), старший преподаватель (1988) кафедры истории СССР НГУ. С 2004 года — доцент кафедры истории России исторического факультета Уральского государственного университета им. А. М. Горького. Старший научный сотрудник (1989) заведующий отделом истории России XVI—XIX вв. (c 1995), заведующий сектором методологии и историографии (с 2009), директор Института истории и археологии УрО РАН.
Заместитель главного редактора журнала «Уральский исторический вестник» (с 1994), член редколлегии журнала «Quaestio Rossica» (с 2013). Автор около 400 научных публикаций. Под научным руководством защищены 4 кандидатские диссертации.

## Научная деятельность
Разработал конкретно-проблемную методологию изучения модернизаций в цивилизационно-страновом контексте на макро-, мезо-, микроисторических уровнях; сформулировал теоретико-методологическую модель исследования модернизации в региональном измерении; концепцию фронтирной модернизации, которая осуществляется в условиях незавершенного освоения территорий; предложил акторный подход анализа модернизационных трансформаций. Исследовал типы интеграции сельского населения в горнозаводское производство в XVIII — первой половине XIX вв., динамику регионального развития в контексте российской модернизации, роль казачества в освоении восточных регионов России. Проанализировал различные формы и проявления социального протеста, самозванчества, народного менталитета, слухи как форму социальной коммуникации в восточных регионах России XVIII—XIX вв. (Урал, Сибирь). Исследовал эволюцию территориально-административных систем, формы взаимодействия власти и общества на Урале XVIII—XIX вв.

## Основные работы
- Массовые выступления крестьян Западной Сибири в XVIII веке / отв. ред. Н. А. Миненко. Новосибирск: НГУ, 1989. 177 с.
- Дело о самозванце Ф. И. Каменщикове-Слудникове (Материалы по истории самозванчества и крестьянского протеста на Урале в середине XVIII в.): сб. док. Екатеринбург: УрО РАН, 1992. 134 с.
- Слухи в социальной истории: типология и функции (по материалам восточных регионов России XVIII—XIX вв.). Екатеринбург: БКИ, 1995. 60 с.
- Переход от традиционного к индустриальному обществу: теоретико-методологические проблемы модернизации / отв. ред. В. В. Алексеев. М.: РОССПЭН, 2006. 240 с.
- История казачества Азиатской России. В 3х тт. Екатеринбург: УрО РАН, 1995. (В соавт.)
- Традиционная культура русского крестьянства Урала XVIII—XIX вв. / отв. ред. Н. А. Миненко. Екатеринбург: УрО РАН, 1996. 360 с. (В соавт. с С. В. Голиковой и др.)
- Региональное развитие в контексте модернизации / отв. ред. В. В. Алексеев. Екатеринбург; Лувен, 1997. 326 с. (В соавт. с В. В. Алексеевым и др.)
- Iron-making societies: early industrial development in Sweden and Russia, 1600—1900. Berghahn Books: Providence, Oxford, 1998. 356 p. (В соавт.)
- Горнозаводские центры и аграрная среда в России: взаимодействия и противоречия (XVIII — первая половина XIX в.) / отв. ред. Н. А. Миненко. М.: Наука, 2000. 261 с. (В соавт. с С. В. Голиковой и др.)
- Урал в панораме XX в. / отв. ред. В. В. Алексеев. Екатеринбург: Изд-во «СВ-96», 2000. 496 с. (В соавт. с В. В. Алексеевым и др.).
- Опыт российских модернизаций XVIII—XX вв. / отв. ред. В. В. Алексеев. М.: Наука, 2000. 246 с. (В соавт. с В. В. Алексеевым и др.).
- Сельское и городское самоуправление на Урале в XVIII — начале XX в. / отв. ред. Н. А. Миненко. М.: Наука, 2003. 381 с. (В соавт. Е. Ю. Апкаримовой и др.).
- Реформы административно-территориального устройства восточных регионов России (XVIII—XX вв.) / отв. ред. В. В. Алексеев. Екатеринбург: Изд-во АМБ, 2003. 93 с. (В соавт. с К. И. Зубковым).
- Азиатская Россия в геополитической и цивилизационной динамике. XVI—XX вв. / отв. ред. В. В. Алексеев. М.: Наука, 2004. 600 с. (В соавт. с В. В. Алексеевым и др.)
- Россия в XVII — начале XX в.: региональные аспекты модернизации / отв. ред. И. В. Побережников. Екатеринбург: УрО РАН, 2006. 344 с. (В соавт с В. В. Алексеевым и др.)
- Территориально-экономическое управление в России XVIII — начала XX в.: Уральское горное управление / отв. ред. И. В. Побережников. М.: Наука, 2008. 355 с. (В соавт. с К. И. Зубковым, Н. С. Корепановым, Е. С. Тулисовым).
- История Ямала. Т. 1: Ямал традиционный. Кн. 2: Российская колонизация / отв. ред. И. В. Побережников. Екатеринбург: Баско, 2010. 324 с.; илл. (В соавт. с И. Л. Маньковой и др.).
- Формирование сферы гражданской деятельности на Урале второй половины ХIХ — начала XX в.: социальный аспект / отв. ред. И. В. Побережников. Екатеринбург: БКИ, 2011. 388 с. (В соавт. с Е. Ю. Казаковой-Апкаримовой и др.).
- Технико-технологические инновации в горно-металлургическом производстве Урала в XVII—XVIII вв. / отв. ред. Е. А. Курлаев. Екатеринбург: БКИ, 2011. 204 с. (В соавтс Е. А. Курлаевым, Н. С. Корепановым).
- Факторный анализ российского исторического процесса / отв. ред. В. В. Алексеев. Екатеринбург: ООО «Издательство УМЦ УПИ», 2011. 260 с. (В соавт. с В. В. Алексеевым и др.).
- Диффузия технологий, социальных институтов и культурных ценностей на Урале (XVIII — начало XX в.) / отв. ред. Е. В. Алексеева. Екатеринбург: УрО РАН, 2011. 405 с. (В соавт. Е. В. Алексеевой и др.).
- Цивилизационное своеобразие российских модернизаций XVIII—XX вв.: пространственно-временной аспект / отв. ред. В. В. Алексеев. Екатеринбург, 2011. 384 с. (В соавт. В. В. Алексеевым и др.).
- Опыт российских модернизаций XVIII—XX вв.: взаимодействие макро- и микропроцессов / отв. ред. В. В. Алексеев. Екатеринбург: БКИ, 2011. 404 с. (В соавт. с В. В. Алексеевым и др.).
- Актуализация потенциала исторической науки / отв. ред. В. В. Алексеев. Екатеринбург: РИО УрО РАН, 2013. 272 с. (В соавт. с В. В. Алексеевым и др.).
- Теория и методология истории: учебник для вузов / отв. ред. В. В. Алексеев, Н. Н. Крадин, А. В. Коротаев, Л. Е. Гринин. Волгоград: Учитель, 2014. 504 с. (В соавт. с В. В. Алексеевым и др.)
- Роль эндогенных и экзогенных факторов в развитии российской цивилизации (XVIII — начало XX в.) / РАН, УрО, Ин-т истории и археологии; УрФУ, Ин-т гуманитарных наук и искусств; отв. ред. Е. В. Алексеева. Екатеринбург: РИО УрО РАН, 2014. 248 с. (В соавт.). с Е. В. Алексеевой и др.)
- Урал в контексте российской цивилизации: теоретико-методологическая концептуализация / РАН, УрО, Ин-т истории и археологии; отв. ред. И. В. Побережников. Екатеринбург: АсПУр, 2014. 172 с. (В соавт. с Е. В. Алексеевой и др.)

## Награды
- Лауреат премии имени В. Н. Татищева и Г.В. де Геннина (1999).
- Премия имени П. И. Рычкова Президиума УрО РАН за цикл работ по теоретико-методологическим проблемам перехода от традиционного к индустриальному обществу (2007).
- Почетная грамота Президиума РАН (2012).
- Медаль ордена «За заслуги перед Отечеством» II степени (5 февраля 2024 года) — за большой вклад в развитие отечественной науки, многолетнюю плодотворную деятельность и в связи с 300-летием со дня основания Российской академии наук[1].